# World Bowl
De World Bowl was de American football-finalewedstrijd van de NFL Europa, vergelijkbaar met de Super Bowl van de NFL. 
Toen de NFL Europe werd gestart in 1991 als World League of American Football (WLAF), met teams in Noord-Amerika en Europa, en zelfs uitbreidingsplannen voor teams in Azië, was de naam World Bowl gepast. Deze naam werd behouden nadat de competitie in 1995 zich beperkte tot enkel Europa.
De World Bowl zelf is een globe gemaakt van glas met een diameter van 35.5 cm en een gewicht van 18.6 kg.
Van 1995 to 1997 werd de speelplaats voor de World Bowl bepaald door de stand na 5 weken van het 10 weken durende seizoen. Alle finales daarvoor, en sindsdien, werden voor de start van het seizoen bekendgemaakt.
De World Bowl van 2002 werd gespeeld in Düsseldorf, thuishaven van Rhein Fire als een vaarwel aan het Rheinstadion. Nadat daar de nieuwe LTU arena af was, werd de 2005 World Bowl daar weer gespeeld. De LTU Arena werd de eerste plaats waar tweemaal op rij de World Bowl werd gespeeld, nadat hier ook World Bowl XIV in 2006 plaatsvond.
De laatste World Bowl vond plaats in 2007; daarna werd NFL Europa opgeheven.

## World Bowl (WLAF, NFL Europe en NFL Europa Kampioenschappen)
| Jaar          |                 | Plaats                                     | Winnaar                  | Score         | Verliezer                | MVP (Meest waadevolle speler) |
| ------------- | --------------- | ------------------------------------------ | ------------------------ | ------------- | ------------------------ | ----------------------------- |
| 23 juni 2007  | World Bowl XV   | Commerzbank-Arena, Frankfurt, Duitsland    | Hamburg Sea Devils (DUI) | 37 - 28       | Frankfurt Galaxy (DUI)   | Casey Bramlet Sea Devils, QB  |
| 27 mei 2006   | World Bowl XIV  | LTU arena, Düsseldorf, Duitsland           | Frankfurt Galaxy (DUI)   | 22 - 07       | Amsterdam Admirals (NED) | Butchie Wallace Galaxy, RB    |
| 11 juni, 2005 | World Bowl XIII | LTU arena, Düsseldorf, Duitsland           | Amsterdam Admirals (NED) | 27 - 21       | Berlin Thunder (DUI)     | Kurt Kittner Admirals, QB     |
| 12 juni, 2004 | World Bowl XII  | Arena AufSchalke, Gelsenkirchen, Duitsland | Berlin Thunder (DUI)     | 30 - 24       | Frankfurt Galaxy (DUI)   | Eric McCoo Thunder, RB        |
| 14 juni, 2003 | World Bowl XI   | Hampden Park, Glasgow, Schotland           | Frankfurt Galaxy (DUI)   | 35 - 16       | Rhein Fire (DUI)         | Jonas Lewis Galaxy, RB        |
| 22 juni, 2002 | World Bowl X    | Rheinstadion, Düsseldorf, Duitsland        | Berlin Thunder (DUI)     | 26 - 20       | Rhein Fire (DUI)         | Dane Looker Thunder, WR       |
| 30 juni, 2001 | World Bowl IX   | Amsterdam ArenA, Amsterdam, Nederland      | Berlin Thunder (DUI)     | 24 - 17       | Barcelona Dragons (SPA)  | Jonathan Quinn Thunder, QB    |
| 25 juni, 2000 | World Bowl VIII | Waldstadion, Frankfurt, Duitsland          | Rhein Fire (DUI)         | 13 - 10       | Scottish Claymores (GB)  | Danny Wuerffel Fire, QB       |
| 27 juni, 1999 | World Bowl VII  | Rheinstadion, Düsseldorf, Duitsland        | Frankfurt Galaxy (DUI)   | 38 - 24       | Barcelona Dragons (SPA)  | Andy McCullough Galaxy, WR    |
| 14 juni, 1998 | World Bowl VI   | Waldstadion, Frankfurt, Duitsland          | Rhein Fire (DUI)         | 34 - 10       | Frankfurt Galaxy (DUI)   | Jim Arellanes Fire, QB        |
| 22 juni, 1997 | World Bowl V    | Estadi Olimpic, Barcelona, Spanje          | Barcelona Dragons (SPA)  | 38 - 24       | Rhein Fire (DUI)         | Jon Kitna Dragons, QB         |
| 23 juni, 1996 | World Bowl IV   | Murrayfield Stadium, Edinburgh, Schotland  | Scottish Claymores (GB)  | 32 - 27       | Frankfurt Galaxy (DUI)   | Yo Murphy Scotland, WR        |
| 17 juni, 1995 | World Bowl III  | Olympisch Stadion, Amsterdam, Nederland    | Frankfurt Galaxy (DUI)   | 26 - 22       | Amsterdam Admirals (NED) | Paul Justin Galaxy, QB        |
| 1994          | Niet gespeeld   | Niet gespeeld                              | Niet gespeeld            | Niet gespeeld | Niet gespeeld            | Niet gespeeld                 |
| 1993          | Niet gespeeld   | Niet gespeeld                              | Niet gespeeld            | Niet gespeeld | Niet gespeeld            | Niet gespeeld                 |
| 6 juni, 1992  | World Bowl II   | Stade Olympique, Montreal, Canada          | Sacramento Surge (VS)    | 21 - 17       | Orlando Thunder (VS)     | David Archer Surge, QB        |
| 6 juni, 1991  | World Bowl I    | Wembley Stadium, Londen, Engeland          | London Monarchs (GB)     | 21 - 00       | Barcelona Dragons (SPA)  | Dan Crossman Monarchs, Safety |

- Kanttekening: Romeinse cijfers werden niet officieel gebruikt door de NFL Europe tot World Bowl IX. Voor 2001 werden de wedstrijden aangeduid als World Bowl 2000, World Bowl '99 etc.

### Meeste Gewonnen World Bowl Kampioenschappen
| Team               | Kampioenschappen | Deelnames | Winnende jaren         |
| ------------------ | ---------------- | --------- | ---------------------- |
| Frankfurt Galaxy   | 4                | 8         | 1995, 1999, 2003, 2006 |
| Berlin Thunder     | 3                | 4         | 2001, 2002, 2004       |
| Rhein Fire         | 2                | 5         | 1998, 2000             |
| Amsterdam Admirals | 1                | 3         | 2005                   |
| Barcelona Dragons  | 1                | 4         | 1997                   |
| Hamburg Sea Devils | 1                | 1         | 2007                   |
| London Monarchs    | 1                | 1         | 1991                   |
| Sacramento Surge   | 1                | 1         | 1992                   |
| Scottish Claymores | 1                | 2         | 1996                   |
| Orlando Thunder    | 0                | 1         |                        |

### World Bowl Deelnames
| Team                        | Gespeeld | Gewonnen | Jaren                                          |
| --------------------------- | -------- | -------- | ---------------------------------------------- |
| Frankfurt Galaxy            | 8        | 4        | 1995, 1996, 1998, 1999, 2003, 2004, 2006, 2007 |
| Rhein Fire                  | 5        | 2        | 1997, 1998, 2000, 2002, 2003                   |
| Berlin Thunder              | 4        | 3        | 2001, 2002, 2004, 2005                         |
| Barcelona Dragons           | 4        | 1        | 1991, 1997, 1999, 2001                         |
| Amsterdam Admirals          | 3        | 1        | 1995, 2005, 2006                               |
| Scottish Claymores          | 2        | 1        | 1996, 2000                                     |
| London Monarchs             | 1        | 1        | 1991                                           |
| Sacramento Surge            | 1        | 1        | 1992                                           |
| Hamburg Sea Devils          | 1        | 1        | 2007                                           |
| Orlando Thunder             | 1        | 0        | 1992                                           |
| Cologne Centurions          | 0        | 0        | --                                             |
| Birmingham Fire             | 0        | 0        | --                                             |
| San Antonio Riders          | 0        | 0        | --                                             |
| Montreal Machine            | 0        | 0        | --                                             |
| New York/New Jersey Knights | 0        | 0        | --                                             |
| Raleigh-Durham Skyhawks     | 0        | 0        | --                                             |
| Ohio Glory                  | 0        | 0        | --                                             |

## Trivia
- Tot dusver is er slechts een 'defensive' MVP geweest in de World Bowl: Dan Crossman, 'safety' bij de London Monarchs. Hij kreeg deze titel door Quarterback Scott Erney van de Barcelona Dragons driemaal te onderscheppen, en een daarvan zelfs terug te lopen voor een touchdown in de tot dusver enige 'shutout' in de World Bowl, dus de eer had ook niemand anders ten deel kunnen vallen.
- Van 1998 tot 2004, wisten enkel Duitse teams de World Bowl te winnen - een reeks die in 2005 werd onderbroken door het enige niet-Duitse team nog actief, de Amsterdam Admirals.
- Vijf finales werden gespeeld tussen twee teams uit hetzelfde land. Er was één Amerikaanse finale: World Bowl II (Sacramento Surge vs Orlando Thunder). De rest waren allemaal Duitste finales, VI (Rhein Fire vs Frankfurt Galaxy) en toen drie jaar op een rij: X (Berlin Thunder vs Rhein Fire), XI (Galaxy vs Fire) en XII (Thunder vs Galaxy). Door de rare samenstelling van de competitie, met enkel een van de zes teams buiten Duitsland, is de kans op een World Bowl tussen twee Duitse teams 66% (30 verschillende combinaties mogelijk met thuis/uit teams, en de Admirals in 10 van die combinaties). Met de plannen om de competitie uit te breiden tot acht teams, en de voornaamste kandidaten Leipzig en Hannover zouden zijn, zou deze kans zelfs stijgen tot 75%.
- Drie teams hebben tot dusver de finale in hun eigen stadion gewonnen: De London Monarchs in de eerste World Bowl in het Wembley Stadium, de Scottish Claymores in het Murrayfield Stadion in Edinburgh (WB IV) en de Barcelona Dragons in het Estadio Olimpic de Montjuic (WB V). De winst van de Claymores en de Dragons waren enigszins voorspelbaar, omdat tussen 1995 en 1997 de organisatie niet alleen halverwege de competitie, het stadion van het dan best geklasseerde team aanwees als speelstad voor de World Bowl, maar ook de bespeler daarvan. Vanaf World Bowl VI werd gekozen voor het huidige systeem, waarbij de nummers 1 en 2 aan het einde van de competitie de finale op een vooraf gekozen locatie mogen spelen.